# Джевце (Слупецький повіт)
Джевце (пол. Drzewce) — село в Польщі, у гміні Заґурув Слупецького повіту Великопольського воєводства.
Населення — 328 осіб (2011).
У 1975-1998 роках село належало до Конінського воєводства.

## Демографія
Демографічна структура станом на 31 березня 2011 року:
|          | Загалом | Допрацездатний вік | Працездатний вік | Постпрацездатний вік |
| -------- | ------- | ------------------ | ---------------- | -------------------- |
| Чоловіки | 160     | 46                 | 96               | 18                   |
| Жінки    | 168     | 31                 | 105              | 32                   |
| Разом    | 328     | 77                 | 201              | 50                   |